# 3-я армия (РККА)
3-я а́рмия (3А) — объединение РККА, сформированное во время Гражданской войны.

## Первое формирование
Создана в феврале 1918 года для борьбы против аннексии Румынией Бессарабии. До марта 1918 года имела наименование Особая революционная армия Одесского округа, Особая Одесская армия.
Армия формировалась в Одессе и в населённых пунктах Одесской советской республики. В её состав входили отдельные революционные одесские дружины — преимущественно из большевиков, левых эсеров и анархистов, — а также небольшие части старой армии, прорвавшиеся с Румынского фронта к Днестру. В середине февраля из-под Киева прибыл красногвардейский отряд М. А. Муравьёва численностью до 3000 бойцов.
Позиции армии располагались по левому берегу Днестра — от Рыбницы до Овидиополя. Штаб находился в Тирасполе. Командующий армией — левый эсер П. С. Лазарев. Тираспольским отрядом командовал Е. М. Венедиктов, кавалерийской группой в составе отряда — Г. И. Котовский.
Армия входила в состав вооружённых сил Одесской Советской Республики (командующий фронтом и вооружёнными силами республики — М. А. Муравьёв). Совнарком Советской России поставил перед ним задачу не только не допустить румынские войска в Приднестровье, к Одессе, но и захватить всю Бессарабию, вернув её под власть Советской России.
Армия отразила попытки румын закрепиться на левом берегу Днестра и 20 февраля перешла в контрнаступление. К 2 марта войска Муравьёва разгромили румын у Рыбницы и Слободзеи, сорвав их попытки закрепиться в Приднестровье. Муравьёв предлагал советскому руководству продолжить наступление силами своей армии на Кишинёв — Яссы либо перебросить 2 тысячи солдат к Аккерману и наступать на Измаил.
Под влиянием военных неудач румынское командование предложило перемирие. Мирные переговоры проходили в Одессе и Яссах. 5-9 марта был подписан совместный протокол о прекращении советско-румынского вооружённого конфликта, по которому Румыния обязалась в течение двух месяцев вывести свои войска из Бессарабии и не предпринимать никаких военных и враждебных действий в отношении РСФСР. 8 марта советские войска получили приказ прекратить военные действия против румынских войск. Румынские власти, однако, понимали, что австро-германские войска, приступившие 18-25 февраля к оккупации территории Украины и уже занявшие Киев и Винницу, со дня на день будут в Одессе. Поэтому уже 9 марта Румыния, нарушив достигнутые договорённости, захватила Аккерман, завершив этим захват Южной Бессарабии, а через несколько дней аннулировала подписанные документы.
К 3 марта вошедшие на Украину австро-венгерские войска, захватив Подолье, вышли к Балте, угрожая тылам Южных советских армий. Командарм М. Муравьёв приказал частям 3-й армии остановить продвижение австро-венгерских войск вдоль линии Юго-Западной железной дороги и закрыть фронт Днестр — Бирзула — ст. Помошная — ст. Знаменка.
Бои красных войск против наступающих на Одессу 3-й пехотной и 2-й кавалерийской дивизий 12-го корпуса австрийской армии прошли 5-7 марта у железнодорожных станций Слободка и Бирзула. В этих боях австрийцы потеряли убитыми более 500 солдат и офицеров. Обороной Бирзулы командовал легендарный матрос-анархист А. Железняков. Малочисленные и слабо организованные части Одесской армии не смогли противостоять регулярной армии противника и отступили. Захватив станцию Бирзула, австро-венгры ударили по станции Раздельная, находящейся в часе езды от Одессы. 11 марта советские войска оставили оборонительные позиции в 10 км от города. Одесский Совет подавляющим большинством голосов предложил сдать город без боя. Румчерод также признал оборону Одессы бесполезной. Муравьёв был вынужден отдать приказ об отступлении. 12 марта Городская дума взяла на себя власть в Одессе и договорилась с австрийским командованием о беспрепятственной эвакуации красных армий.
В середине марта 1918 года на основании решения 2-го Всеукраинского съезда Советов Особая Одесская армия получила наименование 3-я армия.
Сдав Одессу, часть армии отошла к Днепру, другая переправилась в Крым. Правофланговые части, отступавшие из-под Бирзулы, в марте вошли в состав 1-й армии, другие части — в состав 5-й армии К. Е. Ворошилова и вели бои в районах Барвенково, Славянск, Никитовка, затем отошли к Царицыну. Тираспольский отряд вошёл в состав 2-й армии, оборонявшейся в районе Екатеринослава, затем у Миллерово, и отошедшей к Царицыну.
В апреле 1918 года в районе Лозовой 3-я армия имела численность около 5 тысяч человек. Действовала на полтавском направлении, пытаясь сдержать наступление немецких войск на Донбасс. В конце апреля разбитые части 3-й армии отошли на территорию РСФСР (в Воронежской губернии) и влились в состав 1-й Особой армии в районе Лиски.
Командующий — Лазарев П. С.; после его бегства — с 18 апреля — Чикваная Е. И.

## Второе формирование
Создана директивой командующего войсками Восточного фронта РККА от 20 июля 1918 из войск так называемого Северо-Урало-Сибирского фронта, действовавших в районе Перми, Екатеринбурга, Ишима против частей мятежного чехословацкого корпуса и белогвардейских отрядов.

### Состав
В состав армии входили:
- Восточная пехотная дивизия, с 25 августа 1918 — 1-я Уральская пехотная дивизия. (июль — окт. 1918)
- 2-я Уральская пехотная дивизия (июль — окт. 1918)
- 3-я Уральская дивизия (авг. — нояб. 1918)
- 4-я Уральская стрелковая дивизия 2-го формирования (дек. 1918)
- 5-я Уральская пехотная дивизия (сент. — дек. 1918)
- 21-я стрелковая дивизия (июль — сент. 1919)
- Уральская сводная пехотная дивизия, с 11 ноября 1918 — 29-я стрелковая дивизия (окт. 1918 — янв. 1920)
- 4-я Уральская дивизия 1-го формирования, с 11 ноября 1918 — 30-я стрелковая дивизия (июль 1918 — нояб. 1919)
- 51 стрелковая дивизия (июль — нояб. 1919)
- 62-я стрелковая дивизия (нояб. — дек. 1918)
- дивизия особого назначения (нояб. — дек. 1918)
- Уральская стрелковая дивизия, бывшая 1-я Красноуральская стрелковая дивизия (нояб. 1919 — янв. 1920)
- 10-я кавалерийская дивизия (нояб. 1919 — янв. 1920)

### Боевые действия
Вела бои против белочехов и белогвардейцев на златоусто-челябинском (июль 1918), екатеринбургском (авг. — сент. 1918) и пермском направлениях. После упорный боёв, понеся большие потери, 25 декабря 1918 оставила Пермь (Пермская оборонительная операция 1918—1919 г.). Восстановив боеспособность, армия в феврале 1919 освободила ряд населённых пунктов и остановила наступление противника на Вятку. В мае — июле участвовала в Сарапуло-Воткинской, Пермской и Екатеринбургской операциях, освободила Пермь (Пермская наступательная операция 1919). Участвовала в наступлении Восточного фронта (в Петропавловской и Омской наступательной операциях). С 15 января 1920 армия считалась расформированной до особого распоряжения, имущество расформированных управлений передано в распоряжение 5 армии. В рамках экономической политики военного коммунизма армия была временно переведена на трудовое положение и переименована в 1-ю Революционную армию труда.

### Командный состав
Командующие:
- Берзин Р. И. (20 июля — 29 ноября 1918)
- Лашевич М. М. (30 ноября 1918 — 5 марта 1919)
- Меженинов С. А. (5 марта — 26 августа 1919)
- Алафузо М. И. (временно исполняющий должность, 26 августа — 6 октября 1919)
- Матиясевич М. С. (7 октября 1919 — 15 января 1920).

Из пяти командующих как минимум четверо в 1930-е годы подверглись сталинским репрессиям.
Члены РВС
- Смилга И. Т. (20 июля — 22 октября 1918)
- Лашевич М. М. (7 августа — 29 ноября 1918)
- Трифонов В. А. (2 декабря 1918 — 26 мая 1919)
- Муралов Н. И. (21 февраля — 14 августа 1919)
- Кузьмин Н. Н. (21 апреля — 10 ноября 1919)
- Локацков Ф. И. (28 августа 1919 — 15 января 1920)
- Гаевский П. И. (25 сентября 1919 — 15 января 1920)

Начальники штаба:
- Орёл В. Ф. (28 июля — 4 августа 1918)
- Лашевич М. М. (5 — 7 августа 1918)
- Аплок Ю. Ю. (7-31 августа 1918)
- Алафузо М. И. (31 августа 1918 — 26 августа 1919; 7 октября — 9 ноября 1919)
- Герасимов И. И. (временно исполняющий должность, 26 августа — 6 октября 1919; 10 — 26 ноября 1919)
- Любимов В. В. (временно исполняющий должность, 27 ноября — 19 декабря 1919)
- Сергеев Е. Н. (19 декабря 1919 — 15 января 1920)

## Третье формирование
Создана приказом по войскам Западного фронта от 11 июня 1920 из войск Южной группы 15-й армии, во время советско-польской войны.

### Состав
В состав армии входили:
- 2-я стрелковая дивизия (авг. 1920; сент. — окт. 1920; нояб. — дек. 1920)
- 5-я стрелковая дивизия (июнь — дек. 1920, с перерывом в июле)
- 6-я стрелковая дивизия (июль — дек. 1920)
- 11-я стрелковая дивизия (окт. 1920; дек. 1920)
- 16-я стрелковая дивизия (нояб. 1920)
- 18-я стрелковая дивизия (окт. 1920)
- 21-я стрелковая дивизия (июль -нояб. 1920; дек. 1920)
- 27-я стрелковая дивизия (нояб. — дек. 1920)
- 56-я стрелковая дивизия (июнь — сент. 1920; окт. 1920; дек. 1920)
- Отдельная стрелковая дивизия ВОХР (окт. — дек. 1920)
- Кубанская кавалерийская дивизия (сент. — нояб. 1920)

### Боевые действия
Во время формирования 3-я прикрывала рубеж между озёрами Сшо и Пелик. Вела бои с белополяками на направлении Докшицы — Парафьяново (июнь — июль), участвовала в Июльской операции 1920, наступая на Лиду, затем в Варшавской операции 1920, отходила с боями на гродненском направлении. В сентябре форсировала реку Неман в районе Друскеники и Ошмяны. В ноябре — декабре действовала против отрядов Булак-Балаховича в Белоруссии. 31 декабря 1920 управление 3-й армии было слито с управлением 16-й армии.

### Командный состав
Командующие:
- Лазаревич В. С. (12 июня — 18 октября 1920)
- Белой А. С. (временно исполняющий должность, 18-24 октября 1920)
- Какурин Н. Е. (24 октября — 31 декабря 1920)

Члены РВС:
- Мехоношин К. А. (20 июня — 31 декабря 1920)

Начальники штаба:
- Рошковский А. И. (временно исполняющий должность, 12 июня — 4 июля 1920)
- Лисовский Н. В. (4 июля — 20 октября 1920)
- Тарановский А. Д. (временно исполняющий должность, 20 октября — 2 ноября 1920)
- Невежин К. П. (2 ноября — 31 декабря 1920)